# Lewski Sofia (piłka nożna)
Profesijonalen Futbolen Kłub „Lewski“ Sofia (bułg. Професионален Футболен Клуб „Левски“ София) – bułgarski klub piłkarski z siedzibą w Sofii.

## Historia

### Chronologia nazw
- 1914-1949 – Lewski Sofia
- 1949-1957 – Dinamo Sofia
- 1957-1969 – Lewski Sofia
- 1969-1985 – Spartak-Lewski Sofia
- 1985-1989 – Witosza Sofia
- Od 1989 – Lewski Sofia

### Zarys historyczny
Klub został założony 24 maja 1914 roku przez grupę uczniów 2. Męskiego Gimnazjum w Sofii. Nazwa klubu została nadana na cześć Wasiła Lewskiego (1837-1873), XIX-wiecznego działacza niepodległościowego, twórcy i organizatora siatki powstańczej, przygotowującej się do ogólnonarodowego zrywu przeciw Turkom.
W swojej historii Lewski dwadzieścia pięć razy zdobywał mistrzostwo Bułgarii, w tym trzykrotnie przed wojną. W latach 50. zespół, który nie był lubiany przez komunistycznych włodarzy, musiał oddać palmę pierwszeństwa CSKA Sofia. Dopiero w połowie kolejnej dekady, głównie dzięki Georgi Asparuchowowi, uznanemu za najlepszego piłkarza Bułgarii w XX wieku, Lewski odzyskał pozycję pierwszego klubu w kraju, przerywając tym samym serię CSKA dziewięciu kolejnych zwycięstw w lidze. W tamtym zespole grali niemal sami wychowankowie Lewskiego, oprócz Asparuchowa, byli to m.in. Georgi Sokołow, Biser Michajłow, Kirił Iwkow, późniejszy selekcjoner reprezentacji Iwan Wucow, Stefan Aładżow i Aleksandar Kostow.
Kilka lat później, już bez Asparuchowa, który w 1971 roku w wieku 28 lat zginął w wypadku samochodowym, zespół dotarł do ćwierćfinałów Pucharu UEFA (1976) i Pucharu Zdobywców Pucharów (1977).
Sukcesy te Lewski powtórzył w latach 80. Nowe pokolenie z Borisławem Michajłowem, Nasko Sirakowem i Emilem Spasowem w tym czasie trzykrotnie wygrywało ligowe rozgrywki i raz – w sezonie 1986–1987 – ponownie osiągnęło ćwierćfinał PZP.
Obecny zespół, prowadzony od lipca 2004 roku przez młodego szkoleniowca Stanimira Stoiłowa zdaje się nawiązywać do tamtych czasów. Od 2000 roku Lewski cztery razy zdobywał mistrzostwo Bułgarii, ostatni raz w 2006 roku, i tyle samo razy krajowy Puchar. W sezonie 2005–2006 po pokonaniu m.in. AJ Auxerre, Olympique Marsylia i Udinese Calcio dotarł do ćwierćfinału Pucharu UEFA. Rok później jako pierwsza drużyna z Bułgarii awansowała do Ligi Mistrzów, gdzie przegrała wszystkie sześć meczów i zajęła ostatnie miejsce w grupie.

### Czasy najnowsze
| Sezon     | Liga | Miejsce | Mecze | Z  | R | P | B+ | B- | Pkt | Puchar      | Rozgrywki europejskie | Rozgrywki europejskie | Inne                                           |
| --------- | ---- | ------- | ----- | -- | - | - | -- | -- | --- | ----------- | --------------------- | --------------------- | ---------------------------------------------- |
| 1997/1998 | I    | 2       | 30    | 19 | 7 | 4 | 73 | 27 | 64  | zwycięstwo  | PU                    | I runda el            |                                                |
| 1998/1999 | I    | 2       | 30    | 23 | 5 | 2 | 55 | 11 | 74  | III runda   | PU                    | I runda               |                                                |
| 1999/2000 | I    | 1       | 30    | 23 | 5 | 2 | 66 | 17 | 74  | zwycięstwo  | PU                    | II runda              |                                                |
| 2000/2001 | I    | 1       | 30    | 22 | 3 | 1 | 63 | 13 | 69  | Półfinał    | LM                    | II runda el           |                                                |
| 2001/2002 | I    | 1       | 36    | 27 | 7 | 2 | 77 | 27 | 56  | zwycięstwo  | LM                    | III runda el          | Potem PU – I runda                             |
| 2002/2003 | I    | 2       | 26    | 19 | 3 | 4 | 61 | 19 | 60  | zwycięstwo  | LM                    | III runda el          | Potem PU – II runda                            |
| 2003/2004 | I    | 2       | 30    | 22 | 6 | 2 | 59 | 18 | 72  | Ćwierćfinał | PU                    | III runda             |                                                |
| 2004/2005 | I    | 2       | 30    | 24 | 4 | 2 | 76 | 19 | 76  | zwycięstwo  | PU                    | I runda               |                                                |
| 2005/2006 | I    | 1       | 30    | 21 | 5 | 2 | 71 | 23 | 68  | III runda   | PU                    | Ćwierćfinał           | Superpuchar Bułgarii                           |
| 2006/2007 | I    | 1       | 30    | 24 | 5 | 1 | 96 | 13 | 77  | zwycięstwo  | LM                    | Runda grupowa         | Superpuchar Bułgarii                           |
| 2007/2008 | I    | 2       | 30    | 19 | 5 | 6 | 56 | 19 | 62  | zwycięstwo  | LM                    | II runda el           |                                                |
| 2008/2009 | I    | 1       | 30    | 21 | 6 | 3 | 57 | 18 | 69  | Półfinał    | LM                    | III runda el          | Potem PU – I runda                             |
| 2009/2010 | I    | 3       | 30    | 17 | 6 | 7 | 57 | 26 | 57  | 1/16        | LM                    | IV runda el           | Potem PU – Runda grupowa, Superpuchar Bułgarii |
| 2010/2011 | I    | 2       | 30    | 23 | 3 | 4 | 67 | 24 | 72  | Ćwierćfinał | PU                    | Runda grupowa         |                                                |
| 2011/2012 | I    | 3       | 30    | 20 | 2 | 8 | 61 | 28 | 62  | Ćwierćfinał | PU                    | III runda el          |                                                |
| 2012/2013 | I    | 2       | 30    | 22 | 5 | 3 | 59 | 20 | 71  | Finał       | PU                    | II runda el           |                                                |

## Sukcesy
Osiągnięcia krajowe
- Mistrzostwo Bułgarii (26 razy): 1933, 1937, 1942, 1946, 1947, 1949, 1950, 1953, 1965, 1968, 1970, 1974, 1977, 1979, 1984, 1985, 1988, 1993, 1994, 1995, 2000, 2001, 2002, 2006, 2007, 2009
- Wicemistrzostwo Bułgarii (32 razy): 1925, 1929, 1940, 1943, 1948, 1951, 1956, 1958, 1960, 1961, 1964, 1966, 1969, 1971, 1972, 1975, 1976, 1981, 1983, 1987, 1989, 1992, 1996, 1998, 1999, 2003, 2004, 2005, 2008, 2011, 2013, 2016
- Puchar Bułgarii (13 razy): 1942, 1984, 1986, 1991, 1992, 1994, 1998, 2000, 2002, 2003, 2005, 2007, 2022
- Puchar Armii Sowieckiej (16 razy): 1946, 1947, 1949, 1950, 1956, 1957, 1959, 1967, 1970, 1971, 1976, 1977, 1979, 1984, 1987, 1988
- Superpuchar Bułgarii (2 razy): 2005, 2007

Osiągnięcia międzynarodowe
- ćwierćfinał Pucharu Zdobywców Pucharów 1969–1970
- ćwierćfinał Pucharu Zdobywców Pucharów 1976–1977
- ćwierćfinał Pucharu Zdobywców Pucharów 1986–1987
- ćwierćfinał Pucharu UEFA 1975–1976
- ćwierćfinał Pucharu UEFA 2005–2006
- awans do Ligi Mistrzów 2006–2007

Wyróżnienia zawodników
Jedenastokrotnie zawodnicy Lewskiego otrzymywali nagrody dla najlepszego piłkarza roku w Bułgarii.

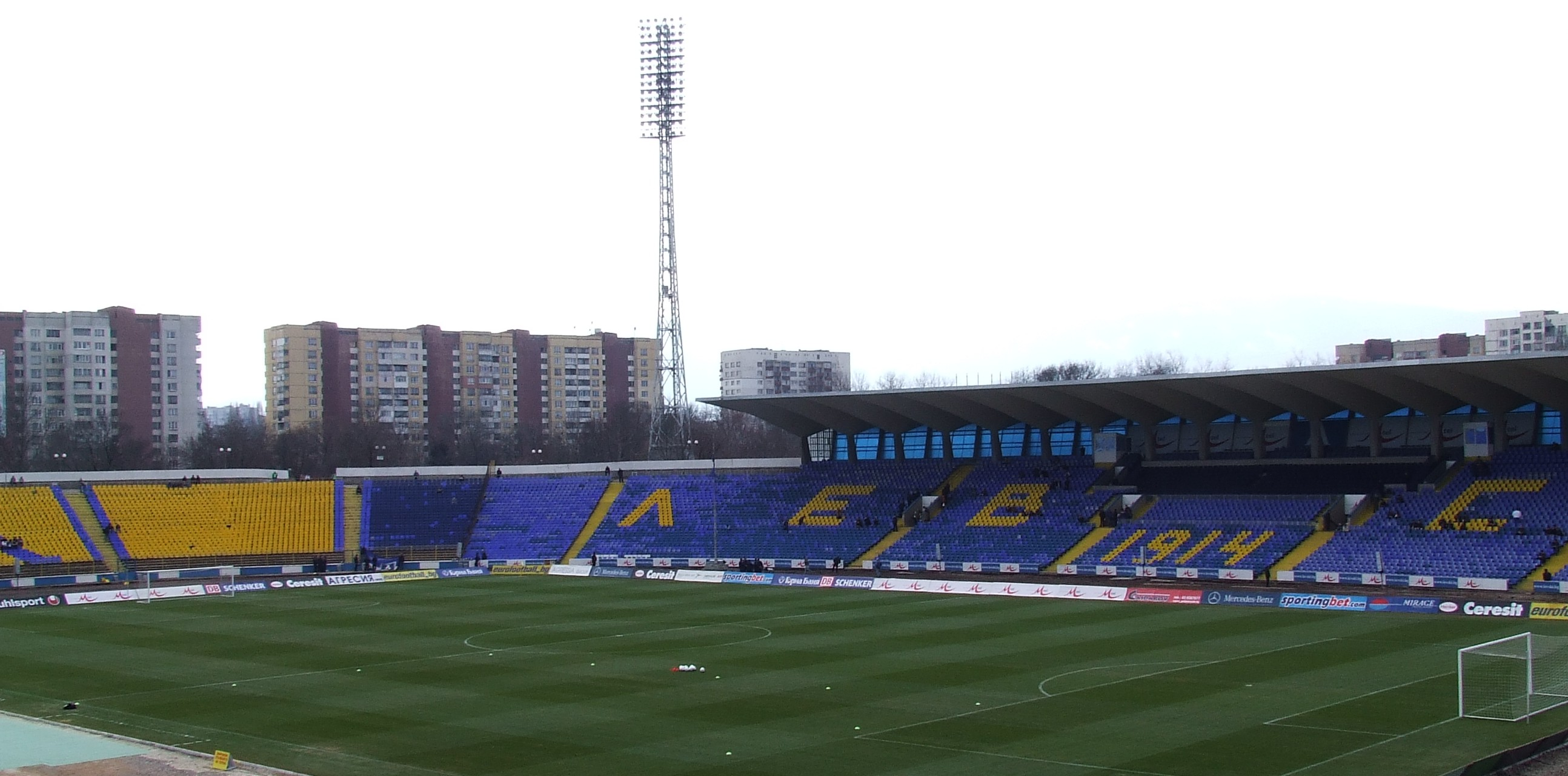
Stadion Lewskiego

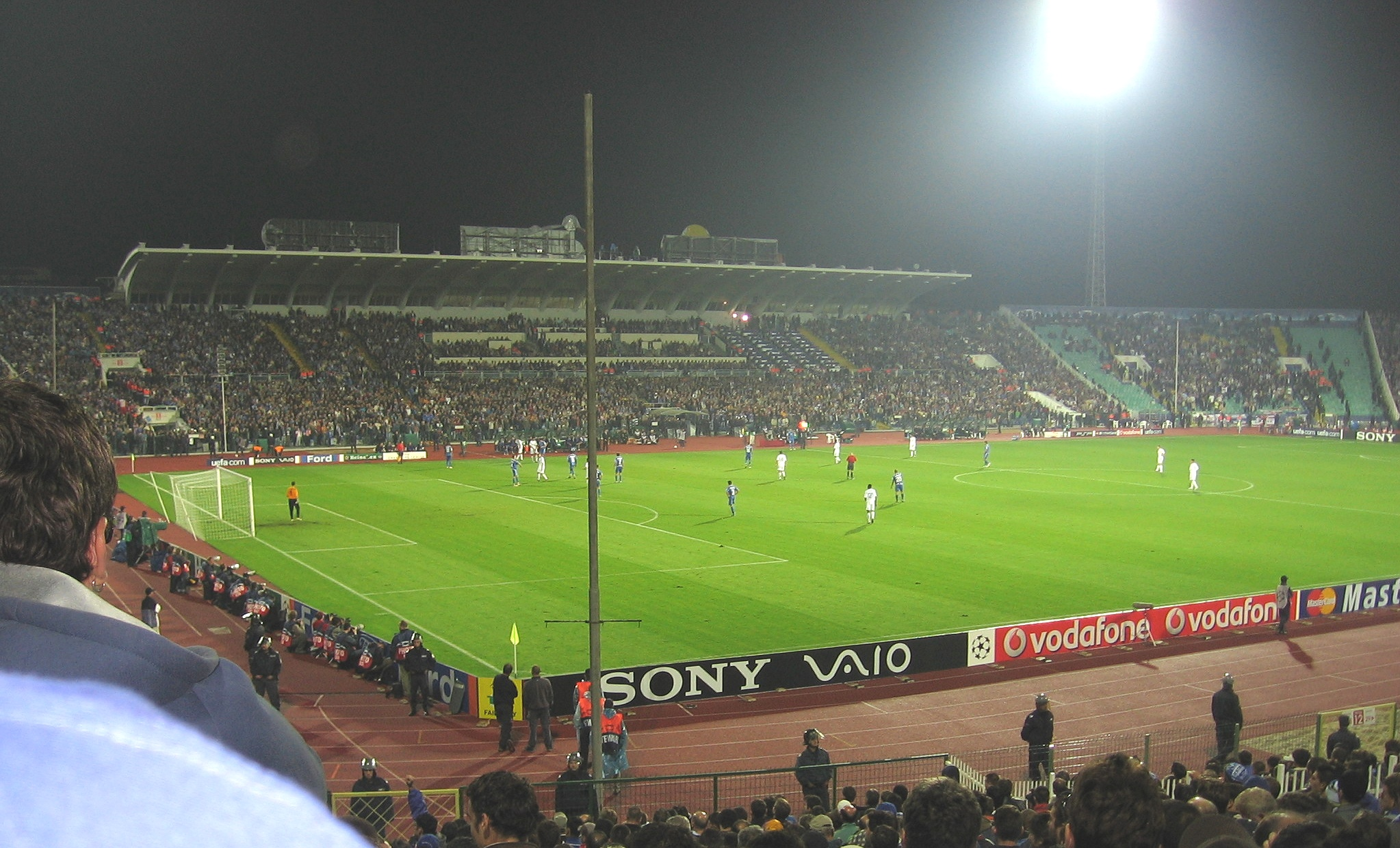
Stadion Lewskiego podczas meczu(2006)

- 1965 – Georgi Asparuchow
- 1970 – Stefan Aładżow
- 1974 – Kirił Iwkow
- 1975 – Kirił Iwkow
- 1977 – Paweł Panow
- 1984 – Płamen Nikołow
- 1986 – Borisław Michajłow
- 1987 – Nikołaj Iliew
- 1999 – Aleksandyr Aleksandrow
- 2000 – Georgi Iwanow
- 2001 – Georgi Iwanow

## Stadion
Stadion Georgi Asparuchowa został zbudowany w 1960 roku. Jego patronem jest piłkarz Lewskiego, zmarły tragicznie w 1971 roku. Wcześniej nosił nazwę Gerena, która ciągle jest popularna, szczególnie wśród starszych kibiców. Stadion Lewskiego, jako jedyny w Bułgarii, posiada sztuczną nawierzchnię.
- Pojemność: 29.980 miejsc
- Wymiary boiska: 105x68 m
- Oświetlenie: 1500 lux

## Szkoleniowcy

### Lata 1921–1945
| - 1921-22 – Boris Wasilew - 1922-23 – Boris Wasilew - 1923-24 – Michaił Borisow - 1924-25 – Boris Wasilew - 1925-26 – Boris Wasilew - 1926-27 – Boris Wasilew - 1927-28 – Iwan Kaczew - 1928-29 – Iwan Kaczew - 1929-30 – Iwan Kaczew - 1930-31 – Iwan Kaczew - 1931-32 – Iwan Kaczew - 1932-33 – Swetan Genew |  | - 1933-34 – Iwan Radojew / Georgi Kapaiwanow - 1934-35 – Georgi Kapaiwanow / Rudolf Djowenfeld - 1935-36 – Rudolf Djowenfeld / Iwan Radojew - 1936-37 – Kirył Jowowicz - 1937-38 – Iwan Radojew - 1938-39 – Dimityr Mutafczijew - 1939-40 – Asen Panczew - 1940-41 – Miloš Stružka - 1941-42 – Asen Panczew - 1942-43 – Asen Panczew - 1943-44 – Asen Panczew / Iwan Radojew - 1944-45 – Iwan Radojew |

### Lata od 1945
| - 1946-47 – Iwan Radojew - 1947-48 – Iwan Radojew - 1948-49 – Riżko Szomlaj - 1950 – Iwan Radojew - 1951 – Iwan Radojew / Wejcisław Angełow - 1952 – Wejcisław Angełow / Ljubej Petkow - 1953 – Dimityr Mutafczijew - 1954 – Wasił Spasow - 1955 – Wasił Spasow - 1956 – Wasił Spasow / Georgi Paczedżiew - 1957 – Georgi Paczedżiew - 1958 – Georgi Paczedżiew - 1958-59 – Georgi Paczedżiew - 1959-60 – Georgi Paczedżiew / Koce Georgiew - 1960-61 – Koce Georgiew / Krystjo Czakyrow - 1961-62 – Krystjo Czakyrow - 1962-63 – Krystjo Czakyrow - 1963-64 – Krystjo Czakyrow - 1964-65 – Christo Mładenow / Rudolf Vytlačil - 1965-66 – Rudolf Vytlačil - 1966-67 – Krystjo Czakyrow - 1967-68 – Krystjo Czakyrow - 1968-69 – Krystjo Czakyrow / Wasił Spasow - 1969-70 – Krystjo Czakyrow / Rudolf Vytlačil - 1970-71 – Rudolf Vytlačil / Jonczo Arsow - 1971-72 – Jonczo Arsow - 1972-73 – Jonczo Arsow / Dimityr Dojczinow - 1973-74 – Dimityr Dojczinow - 1974-75 – Dimityr Dojczinow / Iwan Wucow - 1975–76 – Iwan Wucow - 1976-77 – Wasił Spasow - 1977-78 – Iwan Wucow - 1978-79 – Iwan Wucow - 1979-80 – Iwan Wucow |  | - 1980-81 – Christo Mładenow - 1981-82 – Christo Mładenow / Dobromir Żeczew - 1982-83 – Dobromir Żeczew - 1983-84 – Wasił Metodiew - 1984-85 – Wasił Metodiew - 1985-86 – Kirił Iwkow - 1986-87 – Kirił Iwkow / Paweł Panow - 1987-88 – Wasił Metodiew - 1988-89 – Wasił Metodiew / Dobromir Żeczew - 1989-90 – Dobromir Żeczew / Paweł Panow - 1990-91 – Paweł Panow / Wasił Metodiew - 1991-92 – Wasił Metodiew / Dinko Dermendżiew / Iwan Wucow - 1992-93 – Iwan Wucow - 1993-94 – Georgi Wasilew - 1994-95 – Georgi Wasilew - 1995-96 – Iwan Kjuczukow - 1996-97 – Georgi Cwetkow / Andrej Żelazkow - 1997-98 – Stefan Grozdanow / Michaił Walczew - 1998-99 – Wjaczesław Groznyj / Angeł Stankow - 1999-00 – Ljubomir Petrović / Dimityr Dimitrow - 2000-01 – Władimir Fiedotow / Ljubomir Petrović - 2001-02 – Ljubomir Petrović / Georgi Todorow / Rüdiger Abramczik / Slavoljub Muslin - 2002-03 – Slavoljub Muslin / Georgi Todorow - 2003-04 – Georgi Todorow / Georgi Wasilew - 2004-05 – Stanimir Stoiłow - 2005-06 – Stanimir Stoiłow - 2006-07 – Stanimir Stoiłow - 2007-08 – Stanimir Stoiłow - 2008-09 – Welisław Wucow / Emil Welew - 2009-10 – Ratko Dostanić / Georgi Iwanow i Antoni Zdrawkow - 2010-11 – Jasen Petrow - 2011-12 – Georgi Iwanow / Antoni Zdrawkow / Nikołaj Kostow / Georgi Iwanow (tymczasowo) - 2012-13 – Ilian Iliew / Nikołaj Mitow - 2013-14 – Nikołaj Mitow / Slaviša Jokanović |

## Aktualny skład
| Nr | Poz. | Piłkarz                      |
| -- | ---- | ---------------------------- |
| 1  | BR   | Płamen Andreew (wicekapitan) |
| 2  | OB   | Jeremy Petris                |
| 4  | PO   | Nathan Holder                |
| 5  | OB   | Kellian van der Kaap         |
| 6  | OB   | Wenderson Tsunami            |
| 7  | PO   | Georgi Miłanow               |
| 8  | PO   | Andrian Kraew                |
| 10 | PO   | Iwelin Popow                 |
| 12 | PO   | Shehu Abdullahi              |
| 13 | BR   | Nikołaj Michajłow (kapitan)  |
| 14 | PO   | Ilijan Stefanow              |
| 17 | NA   | Welton Felipe                |

| Nr | Poz. | Piłkarz                             |
| -- | ---- | ----------------------------------- |
| 18 | NA   | Ronaldo Cesar                       |
| 19 | NA   | Bilal Bari                          |
| 21 | OB   | Ante Blažević                       |
| 22 | OB   | Patrik-Gabrieł Gałczew              |
| 23 | OB   | Noah Sonko Sundberg                 |
| 27 | PO   | Asen Mitkow                         |
| 30 | PO   | Filip Krystew (on loan from Lommel) |
| 33 | OB   | José Córdoba                        |
| 71 | PO   | Antoan Stojanow                     |
| 88 | NA   | Marin Petkow                        |
| 99 | BR   | Joan Zagorow                        |